# Надеждовский сельский совет (Криворожский район)
Надеждовский сельский совет (укр. Надеждівська сільська рада) — входит в состав
Криворожского района
Днепропетровской области
Украины.
Административный центр сельского совета находится в 
с. Надеждовка.

## Населённые пункты совета
- с. Надеждовка
- с. Братско-Семёновка
- с. Маяк
- пос. Пичугино